# Roberto Bussinello
Roberto Bussinello (Pistoia, 4 ottobre 1927 – Vicenza, 24 agosto 1999) è stato un pilota automobilistico italiano.

## Carriera
Il suo nome è legato all'Autodelta nella categoria prototipi e nella categoria Gran Turismo.
Il suo esordio in Formula 1 avvenne nel 1961, sempre al volante di un'Alfa Romeo, con la scuderia De Tomaso nel Gran Premio d'Italia, ritirandosi per problemi al motore. Altre partecipazioni a competizioni di F1 valide per il campionato del mondo avvennero nel 1965, questa volta con una BRM, ma anche in questo caso non conquistò alcun punto.

## Risultati in Formula 1
| 1961 | Scuderia          | Vettura           |  |  |  |  |  |  |     |  |  |  |  | Punti | Pos. |
| ---- | ----------------- | ----------------- |  |  |  |  |  |  | --- |  |  |  |  | ----- | ---- |
| 1961 | Isobele de Tomaso | De Tomaso-Conrero |  |  |  |  |  |  | Rit |  |  |  |  | 0     |      |

| 1965 | Scuderia            | Vettura |  |  |  |  |  |  |    |    |  |  |  | Punti | Pos. |
| ---- | ------------------- | ------- |  |  |  |  |  |  | -- | -- |  |  |  | ----- | ---- |
| 1965 | Scuderia Centro Sud | BRM P57 |  |  |  |  |  |  | NQ | 13 |  |  |  | 0     |      |

| Legenda | 1º posto     | 2º posto | 3º posto    | A punti         | Senza punti/Non class.  | Grassetto – Pole position Corsivo – Giro più veloce |
| Legenda | Squalificato | Ritirato | Non partito | Non qualificato | Solo prove/Terzo pilota | Grassetto – Pole position Corsivo – Giro più veloce |